# Blagovesjtsjensk (oblast Amoer)

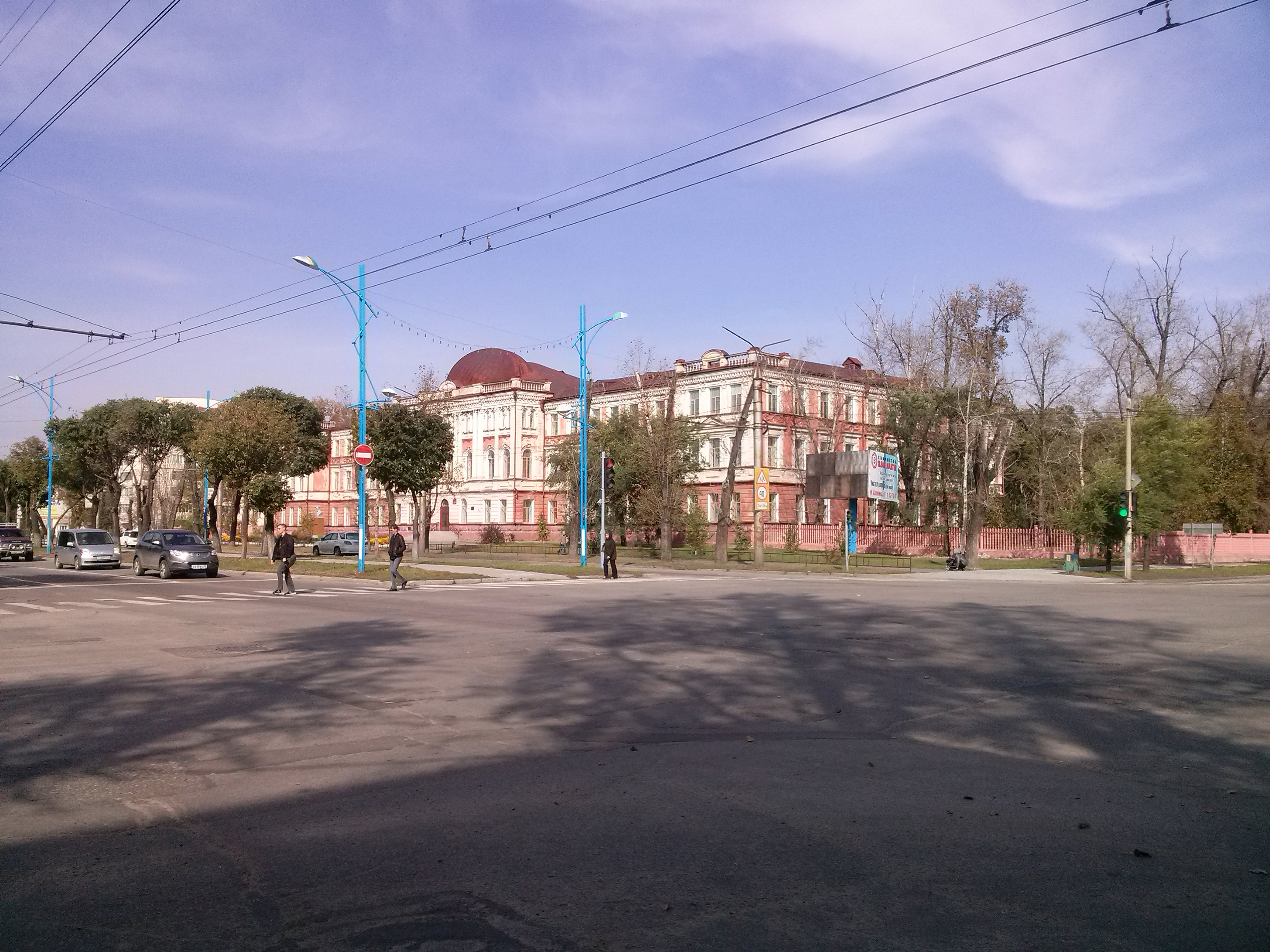
Blagovesjtsjensk

Blagovesjtsjensk (Russisch: Благовещенск, traditioneel Chinees: 海蘭泡; vereenvoudigd Chinees: 海兰泡; pinyin: Hǎilánpào) is de hoofdstad van de Russische oblast Amoer in het verre oosten en ligt aan de Zeja. De stad ligt op 7985 km van Moskou.
De stad ligt op 110 km van de trans-Siberische spoorlijn op de linkeroever van de rivier de Amoer, die de grens vormt met China sinds het Verdrag van Aigun van 1858 en de Conventie van Peking uit 1860.
Aan de overkant van de rivier ligt de Chinese stad Heihe.

## Geschiedenis
Het gebied ten noorden van de rivier behoorde vroeger tot het China van de Qing-dynastie, maar werd later door keizerlijk Rusland veroverd (zie verdrag van Nertsjinsk).
De stad ontstond in 1856 als de militaire voorpost Oest-Zejsk en kreeg 2 jaar later haar huidige naam. De naam refereert aan het christelijke feest van de Annunciatie, oftewel "Maria-Boodschap" (Blagovesjtsjenië in het Russisch). De stad groeide sterk toen er een goudkoorts uitbrak in het begin van de 20e eeuw. Ook zorgde de ligging bij de Chinese grens, op minder dan 1 km afstand van de Chinese stad Heihe voor de toestroom van bewoners.
Tijdens de bokseropstand in 1900 werd de stad 2 weken beschoten door Chinese oproerlingen. Volgens de Russische orthodoxe overlevering werd de stad gespaard door het icoon van De Vrouwe van Alabazin, waarnaar gebeden werd tijdens deze beschietingen. De politie, ondersteund door kozakken, besloot daarop om de hele etnische Chinese bevolking uit de stad te verdrijven naar de overzijde van de Amoerrivier, naar de Chinese zijde. Deze Chinese bevolking werd onder bedreiging van vuurwapens uit hun huizen gehaald en de rivier ingedreven, waarbij ongeveer 3000 mensen verdronken.
Tijdens de Russische Burgeroorlog werd de stad in maart 1919 veroverd door Japanse soldaten als onderdeel van de Siberische interventie. In februari 1920 verlieten zij de stad echter weer nadat de Amerikanen zich terugtrokken uit het Russische Verre Oosten, waarop de stad van 1920 tot 1922 onderdeel vormde van de Verre-Oostelijke Republiek en daarop onderdeel werd van de RSFSR van de Sovjet-Unie. In 1932 kreeg Blagovesjtsjenk haar huidige positie als bestuurlijk centrum van de oblast Amoer.
Tijdens de Chinese Culturele Revolutie werd de stad constant (24 uur per dag) bestookt met maoïstische propaganda vanuit luidsprekers aan de overzijde van de rivier.
In de stad bevindt zich de Staatsuniversiteit van de Amoer.

## Blagovesjtsjensk 21ste eeuw
De stad vormt anno 2005 samen met Heihe een vrijhandelszone. De grensoverschrijdende handel is tevens de belangrijkste reden dat de stad economisch gezien nog bestaat. De stad probeert de hoofdstad te worden van de Russisch-Chinese relaties. Daartoe biedt de stad Chinezen een eenvoudige manier om zich te legaliseren in Rusland en worden er een groot aantal nieuwe gebouwen voor Russische en Chinese klanten gebouwd. De nieuwe buitenwijk Severny biedt nieuwe woningruimte voor lage prijzen voor nieuwe burgers van de stad.
In 2019 werd een begin gemaakt met een kabelbaan over de Amoerrivier. Deze is nodig om het personenvervoer met veerboten over de rivier te ontlasten. Ook wordt verwacht dat dit een toeristenattractie zal zijn. Het kabelbaanstation is een ontwerp van het Nederlands architectenbureau UNStudio dat eerder de Erasmusbrug in Rotterdam ontwierp.
Vanaf 2012 werd jaarlijks in de lente en de herfst een pontonbrug aangelegd; in 2022 is een vaste brug in gebruik genomen.

## Demografie
| 1897   | 1913   | 1926   | 1939   | 1959   | 1970    | 1979    | 1989    | 2002    |
| ------ | ------ | ------ | ------ | ------ | ------- | ------- | ------- | ------- |
| 32.600 | 70.000 | 57.500 | 58.000 | 95.000 | 128.000 | 171.900 | 205.553 | 219.221 |

## Geboren in Blagovesjtsjensk
- Konstantin Rodzajevski (1907–1946), fascistisch politicus
- Georgi Vins (1928–1998)

Bestuurlijk centrum: Blagovesjtsjensk

Belogorsk · Rajtsjichinsk · Sjimanovsk · Skovorodino · Svobodny · Tynda · Zavitinsk · Zeja